# Fenestella confusa
Fenestella confusa är en mossdjursart som beskrevs av Nikiforova 1948. Fenestella confusa ingår i släktet Fenestella och familjen Fenestellidae. Inga underarter finns listade i Catalogue of Life.